# Hienghène
Hienghène (in kanak Hyeheen) è un comune della Nuova Caledonia nella Provincia del Nord. È un centro turistico ed è sede di un Club Med.
Il 96,6% della popolazione è di origine kanak e Hienghène è dal 1977 una roccaforte indipendentista.